# 伊斯特利區
伊斯特利區（英語：Borough of Eastleigh）是位於英國英格蘭漢普郡南安普顿和溫徹斯特之間、伊欽河河畔的一個非都会区以及自治市鎮，是南漢普郡都會區的一部分。